# Kobra and the Lotus
Kobra and the Lotus je kanadská hardrocková hudební skupina založená v roce 2008 zpěvačkou a skladatelkou Kobra Paige. Spolu s ní na začátku kariéry hráli ve skupině také kytaristé Matt Van Wezel a Chris Swenson, kteří ale z kapely nezávisle na sobě později odešli. Paige je tak jedinou zakládající členkou, která v kapele stále působí.

## Historie

### Založení skupiny a její začátky (2009–2011)

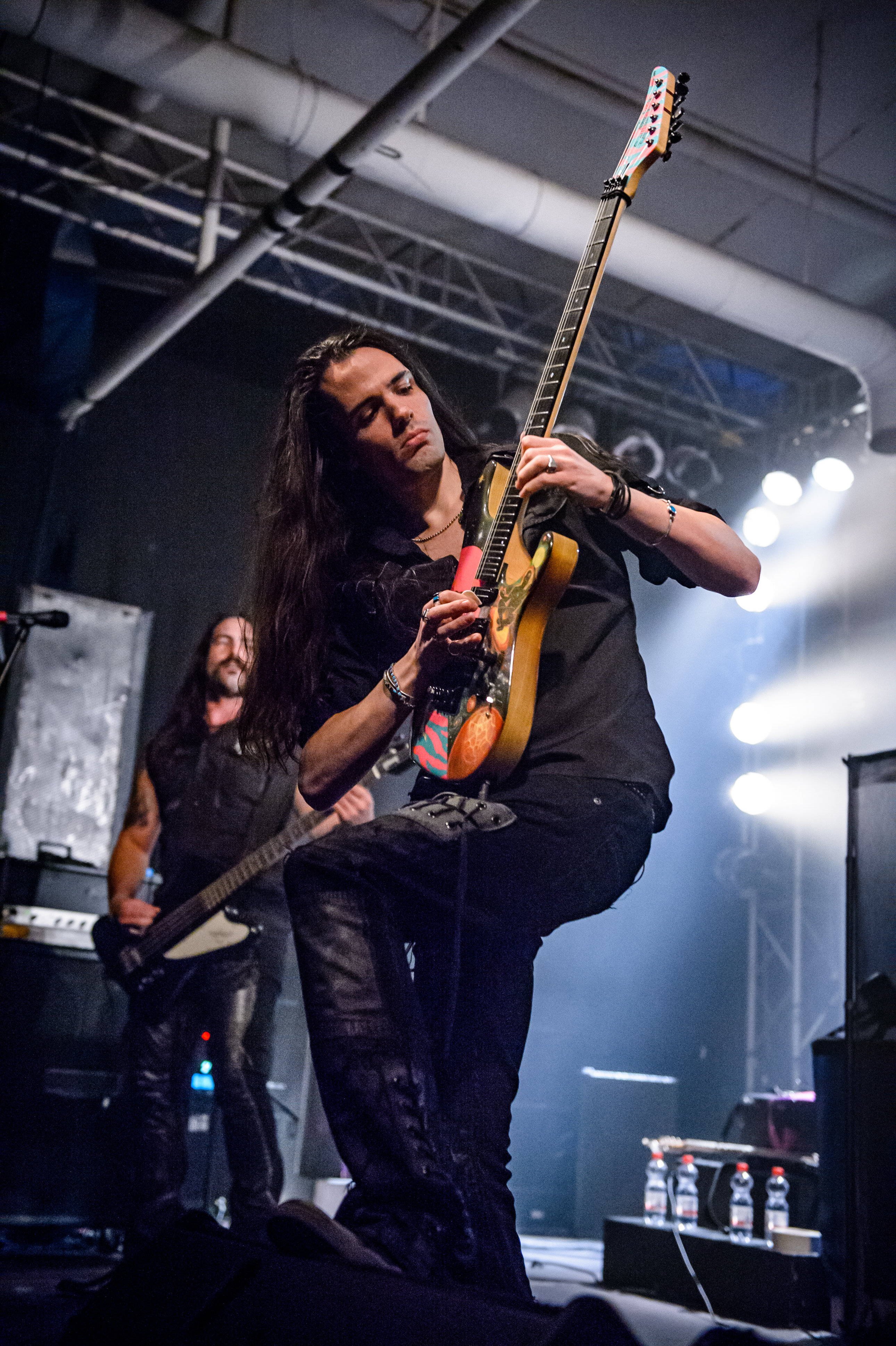
Brad Kennedy, Jurekk James (2016)

Zpěvačka, skladatelka a zakladatelka skupiny, Kobra Paige, začala spoluhráče do kapely shánět již v roce 2006. Nakonec se jí v roce 2008 přes internet podařilo najít kytaristy Matta Van Wezela a Chrisr Swensona a společně začali nahrávat debutové album Out of the Pit. Během práce ve studiu se k nim připojil bubeník Griffin Kissack. Titulní skladby z alba poté umístili na online hudební přehrávač MySpace, kde je objevili redaktoři magazínu Metal Hammer. Ti následně nafotili se zpěvačkou Paige fotky pro jejich metalový kalendář. Zároveň také pozvali skupinu, aby si zahrála na malém metalovém festivalu Hard Rock Hell ve Velké Británii, což bylo vůbec první živé vystoupení Kobra and the Lotus.
Po nahrání debutového alba v roce 2009 skupina vystupovala na turné po Kanadě. Během koncertování zpěvačka Paige změnila styl zpěvu, a to takovým velkým způsobem, že se skupina rozhodla znovu nahrát vokální linky. Debutová deska nakonec tedy vyšla až v dubnu 2010.

### Následující dvě desky (2012–2015)
Během nahrávání druhé studiové desky si kapely všiml americký hudebník Gene Simmons, který kapele zprostředkoval smlouvu se svým vydavatelstvím Simmons Records, spolupracujícím s nahrávací společností Universal Music Group. Nahrávání alba probíhalo s producentem Juliem Buttym, po podepsání smlouvy s Simmons Records ale skupina najala mnohem známějšího producenta Kevina Churko, aby s kapelou nahrál další čtyři písničky. Deska nakonec vyšla pod eponymním názvem Kobra and the Lotus v srpnu 2012. V Evropě album distribuovalo vydavatelství Spinefarm Records, ve zbytku světa pobočky Universal Music Group. To samé vydavatelství pustilo v dubnu 2013 do prodeje reedici alba.
Třetí studiové album skupina nahrávala v Chicagu ve studiu Groovemaster Recording Studios pod dohledem producenta Johnny K. Tato deska vyšla v červnu 2014 pod vydavatelstvím Titan Records a Spinefarm Records a jmenovala se High Priestess. V rámci propagace alba skupina odehrála v Severní Americe šňůru koncertů jako předkapela skupin Kiss a Def Leppard. Po tomto turné byla zpěvačce Paige diagnostikována lymská borelióza a skupina byla kvůli její absenci osm měsíců neaktivní. Po návratu na scénu se Kobra and the Lotus rozhodli vydat extended play Words of the Prophets, na kterém ztvárnili covery na písně, které členové skupiny v mládí poslouchali. Jednalo se o písně interpretů Alannah Myles, Triumph, Bachman–Turner Overdrive, April Wine a Rush. Na podzim roku 2015 poté vystupovali na turné v Evropě jako předskokani skupiny Kamelot.

### Smlouva s Napalm Records,Prevail I + II(od 2016)
V srpnu 2016 podepsala skupina smlouvu s evropským hudebním vydavatelstvím Napalm Records a zároveň oznámila vydání dvou alb v roce 2017. Ještě v roce 2016, konkrétně na podzim, skupina znovu vystupovala v Evropě, tentokrát jako předkapela Delain. První deska, Prevail I měla původně vyjít v únoru, nakonec byla ale vydána až v květnu. Odloženo bylo také vydání druhého alba Prevail II. To je místo původního října 2017 oznámeno na duben roku 2018.

## Sestava
- Kobra Paige – zpěv, piano (od 2009)
- Jasio Kulakowski – kytara (od 2012)
- Jurekk James – kytara (od 2014)
- Brad Kennedy – basová kytara (od 2013)
- Marcus Lee – bicí (od 2016)

Bývalí členové
- Griffin Kissack – bicí (2009–2014)
- Pete Dimov – basová kytara (2011–2013)
- Ben Freud – basová kytara (2009–2010)
- Timothy Vega – kytara (2011–2012)
- Chris Swenson – kytara (2009–2012)
- Matt Van Wezel – kytara (2009–2010)

## Diskografie
- Out of the Pit (2009)
- Kobra and the Lotus (2012, 2013)
- High Priestess (2014)
- Prevail I (2017)
- Prevail II (2018)

EP
- Words of the Prophets (2015)